# Nowosybirski Państwowy Instytut Teatralny
Nowosybirski Państwowy Instytut Teatralny (ros. Новосибирский государственный театральный институт) – radziecka (jako Nowosybirska Państwowa Szkoła Teatralna, ros. Новосибирское государственное театральное училище), następnie rosyjska publiczna wyższa uczelnia w Nowosybirsku.